# Лягушонок ищет папу
«Лягушо́нок и́щет па́пу» — советский мультипликационный фильм Романа Качанова, выпущенный в 1964 году. Одна из наиболее ярких работ, созданных кукольным объединением студии «Союзмультфильм» в 1960-х годах.

Да, фильмы и героев Качанова любят все – независимо от пола, возраста и гражданства. Вряд ли найдётся хоть один человек на свете, который не расплылся бы в счастливой улыбке, вспомнив совершенно гениальные по всем, как говорится, параметрам фильмы «Варежка» или «Лягушонок ищет папу»…— Н. Василькова

## Сюжет
Маленький лягушонок ищет, но никак не может найти папу, который мог бы его защищать и играть с ним. Он обходит разных зверей, которые больше него, но все ему отказывают по различным причинам. Неожиданно он видит, что в траве плачет маленький кузнечик, у которого тоже нет папы. И тогда лягушонок говорит: «Не плачь. Я буду твоим папой». Лягушонок весь мультфильм искал папу, однако сам стал папой.

## Над фильмом работали
- Сценарий: Геннадий Цыферов, Генрих Сапгир
- Режиссёр: Роман Качанов
- Художники: Роман Качанов, Владимир Соболев
- Оператор: Иосиф Голомб
- Композитор: Михаил Зив
- Звукооператор: Георгий Мартынюк
- Мультипликаторы-кукловоды: Юрий Кузюрин, Кирилл Малянтович, Павел Петров, Лев Попов
- Куклы и декорации изготовили: Владимир Аббакумов, Лилианна Лютинская, Павел Гусев, Александр Максимов, Светлана Знаменская, Олег Масаинов, Вера Калашникова, Фёдор Олейников, Борис Караваев, Марина Чеснокова
- под руководством: Романа Гурова

## Роли озвучивали
| Актёр            | Роль          |
| ---------------- | ------------- |
| Рина Зелёная     | Лягушонок     |
| Анатолий Папанов | Крокодил      |
| Эраст Гарин      | Рак-отшельник |
| Михаил Яншин     | Бегемот       |
| Клара Румянова   | Кузнечик      |
| Владимир Герцик  | от автора     |